# Církevní konzervatoř v Bratislavě
Církevní konzervatoř v Bratislavě (slovensky Cirkevné konzervatórium v Bratislave) je střední hudební škola - konzervatoř v Bratislavě. Je jedinou katolickou školou svého druhu na Slovensku.

## Historie
Škola byla založena v roce 1992 z iniciativy trnavské římskokatolické arcidiecéze. Nabízí úplné střední a vyšší odborné vzdělání v oblasti hudby a příbuzných oborech a vychovává studenty pro profesionální hudební uplatnění. 
Studium je šestileté, po čtyřech letech končí maturitní zkouškou a po dalších dvou letech pomaturitního studia absolutoriem. 
Absolventi školy mohou pokračovat ve studiu na VŠMU nebo jiném typu vysoké školy, případně se uplatnit jako hráč v orchestru, sólista, regenschori nebo jako umělecko-pedagogický pracovník, pracovník v médiích a dalších oblastech kultury. 
Církevní konzervatoř je přidruženou školou UNESCO  a za dobu své existence získali její studenti mnohá ocenění z celostátních i mezinárodních soutěží. 
Podle statistiky slovenského Národního úřadu práce se Církevní konzervatoř co do úspěšnosti svých absolventů umístila na 2. místě v rámci středních odborných škol Slovenska. 

## Studijní obory
- Hudebně-dramatické umění
- Zpěv
- Skladba
- Hra na klavír
- Hra na varhany
- Hra na flétnu, hoboj, klarinet, fagott, trubku, lesní roh, pozoun, tubu, saxofon, bicí nástroje
- Hra na housle, violu, violoncello, kontrabas, harfu, kytaru, cimbál
- Hra na akordeon
- Církevní hudba

## Přijímací zkoušky
Na studium se může přihlásit uchazeč, který má nejpozději do konce školního roku ukončenou základní školu.